# Age of Mythology: The Titans
Age of Mythology: The Titans è un'espansione per Age of Mythology sviluppata dagli Ensemble Studios e pubblicata da Microsoft Game Studios nel 2003.

## Trama

### La nuova Atlantide
Dopo la distruzione di Atlantide e il tradimento di Poseidone, il popolo atlantideo è disperso; alcuni si sono rifugiati nelle lontane terre dei nordici: al loro comando vi sono Krios, l'ultimo teocrate ancora in vita, e Castore, figlio dell'eroe Arkantos. I loro progetti non sono però sfuggiti all'occhio vigile del titano Crono, rinchiuso nel Tartaro, che invia un suo messaggero demoniaco a uccidere Krios e a prenderne il posto. Così camuffato, il demone indica agli atlantidei, ormai ridotti alla fame in quelle terre ostili, una misteriosa costruzione circondata da nubi, nota come Passaggio del cielo. L'edificio si rivela una sorta di teletrasporto, che conduce il popolo di Atlantide in una lussureggiante isola greca, ma ciò che stupisce Castore è che il Passaggio reca i simboli di Urano, un titano. Riconoscenti, gli atlantidei decidono di abbandonare il culto degli dèi olimpici traditori e di adorare i titani.
Sull'isola, gli atlantidei vengono attaccati dai greci, che li ritengono pazzi per aver restaurato i templi del culto proibito dei titani; Castore, in cerca di spiegazioni, sconfigge i greci e li insegue fino alla città di Sykios, dove uccide il generale Melagius, comandante supremo delle truppe cittadine. Tenendo fede all'alleanza stretta per affrontare Gargarensis, truppe nordiche ed egizie accorrono in aiuto di Sykios; Castore, in inferiorità numerica, decide di attaccare le varie civiltà nelle loro terre d'origine. Per questo, gli atlantidei, con l'aiuto del titano Crono, distruggono la leggendaria e inattaccabile torre di Odino e trafugano delle preziose reliquie custodite in Egitto; Arkantos, reso immortale dieci anni prima dalla dea Atena, mette al corrente Amanra della situazione, che decide di recarsi a Sykios. Intanto, Castore torna in Grecia e, su consiglio del falso Krios, attraversa un altro Passaggio del cielo: ritrovatosi quindi sul monte Olimpo, anziché dietro le linee nemiche, ne raggiunge la cima alla guida di un esercito, contravvenendo al divieto secondo il quale a nessun mortale è concesso salire sulla montagna sacra. Il servo di Crono si rivela poi all'ignaro Castore e gli svela il piano del suo signore: le divinità dei pantheon nordico, greco ed egizio erano state indebolite, provocando il risveglio dei titani in Egitto, Grecia e Scandinavia. Castore assiste, perciò, al risveglio di un titano dal nome Prometeo, che attacca Sykios, mettendola a ferro e fuoco.
Amanra e Aiace giungono infine a Sykios, salvando Castore da un gruppo di atlantidei infuriati con lui, in quanto causa del disastro; i tre eroi decidono quindi di dare la caccia ai titani uno per uno. Il primo titano che sconfiggono è Cerbero, intento a mettere a soqquadro l'Egitto: per eliminarlo, ricorrono all'antica statua del Guardiano, che dieci anni prima sconfisse l'esercito di Kemsyt; successivamente, gli eroi giungono nelle terre dei Nordici e sconfiggono l'imponente titano troll, aiutati del re dei giganti del gelo Folstag, ex terrore delle valli, ora redento, e dal dragone Nidhogg, da lui addomesticato. Ritornati successivamente a Sykios, i tre eroi incontrano Arkantos e scoprono di poter contare sull'aiuto di Gaia, la madre terra, potenza creatrice anziché distruttrice. La selva incantata, sparsa da Gaia attorno agli edifici dei suoi adoratori, sembra avere il potere di risanare la terra bruciata, fonte dell'enorme potere di Prometeo: purificando quindi il terreno devastato di Sykios, Castore, Amanra e Aiace riescono a indebolire e sconfiggere il titano Prometeo.
Il servo di Crono si rifugia quindi nella nuova Atlantide, fondata a poca distanza dalla vecchia; gli eroi lo raggiungono, ma il falso Krios, aiutato da un esercito di automi, fugge attraverso un Passaggio del cielo, seguito da Castore e dagli altri dopo la liberazione della popolazione prigioniera. Lo scontro finale si svolge sulle rovine della vecchia Atlantide, dove il falso Krios libera Crono dal Tartaro; gli atlantidei evocano in risposta il titano Gaia, grazie ai suoi speciali alberi della benedizione: la madre dei titani sconfigge così il figlio e lo sigilla definitivamente nel Tartaro, mentre Castore uccide il servitore di Crono. Arkantos, compiaciuto, dona infine all'eroico figlio lo scettro dei teocrati di Atlantide e gli affida il compito di ricostruire la città e di governarla in pace.

## Novità introdotte
L'espansione aggiunge una quarta civiltà al gioco, gli atlantidei, con tutte le costruzioni, unità e divinità ad essi correlate, più una serie di nuove tecnologie per ogni civiltà. Include anche molte nuove caratteristiche, come la coda automatica (ovvero, la possibilità di addestrare tante unità di un certo tipo quante sono le risorse che lo permettono) e l'abilità di evocare un titano, un essere potente, gigantesco e simile ad un dio.

### Atlantidei
La civiltà di Atlantide è abbastanza diversa dalle altre, a causa della concentrazione nella mitologia e nei poteri magici, inclusi:
- mancanza di unità eroiche specifiche: ogni unità umana può essere convertita in eroe investendo risorse;
- la possibilità (introdotta per tutte le civiltà) di liberare un titano, colossale creatura mitologica estremamente forte e resistente, nonché efficace contro tutte le unità e costruzioni;
- l'abilità di reclutare oracoli, esploratori dal campo visivo ridotto, ma che aumenta progressivamente finché le unità restano immobili;
- l'abilità di costruire più centri città dall'età arcaica;
- con il culto di Crono, si ha l'abilità di smantellare gli edifici per ricostruirli automaticamente in un altro luogo, "spostandoli" in poco tempo;
- con il culto di Urano, si ha l'abilità di costruire "Passaggi del cielo", edifici che permettono il trasporto istantaneo di persone in altri "Passaggi del cielo" del giocatore presenti sulla mappa;
- con il culto di Gaia, una selva cresce attorno alle costruzioni, per proteggerle dai nemici e per rigenerare i danni subiti dagli edifici.
- l'abilità di utilizzare certi poteri divini più volte durante il gioco.
- i cittadini atlantidei sono molto più produttivi delle controparti greche, nordiche o egiziane, ma sono quasi il triplo più costosi in termini di risorse, unità di popolazione impegnate e velocità di addestramento. Caratteristica importante a livello strategico, che li differenzia ulteriormente dalle altre civiltà, è l'assenza di centri di raccolta, quali i magazzini o simili, convertiti e riuniti sotto il nome di Gilda economica per i potenziamenti disponibili: ogni cittadino porta con sé un mulo e deposita su di esso le risorse raccolte.
- gli atlantidei guadagnano i favori attraverso i centri città: più centri città controllano, più velocemente guadagnano i favori divini.
- nuovi tipi di mappe casuali: Palude, Altopiano, Tundra, Isole, Megalopoli, Terra sconosciuta.
- nuove personalità IA per le partite su mappa casuale: Standard, Casuale, Aggressivo, Conquistatore, Costruttore, Protettore, Difensore.
- nuove tecnologie per le civiltà preesistenti (greca, nordica ed egiziana).

### Nuova unità: il titano
Il titano, punto focale dell'espansione, è una gigantesca unità dall'enorme potenza di attacco e di difesa, la cui creazione comporta un grande dispendio di tempo e di materiali, oltre a ben 20 unità di popolazione. Ogni civiltà ha il proprio titano specifico:
- Egizi: una raffigurazione di Horus;

- Greci: una raffigurazione antropomorfa di Cerbero;

- Nordici: una raffigurazione di Ymir con le fattezze di un troll;

- Atlantidei: una raffigurazione di Perse.

I titani possono essere liberati solo nell'età mitica: investendo 800 unità di legname, cibo ed oro, più 50 di favore divino, è possibile sviluppare presso il centro della città la tecnologia dei Segreti dei titani (l'età del gioco passerà da Età mitica ad Età dei titani) ed ottenere in dono un portale sigillato, posizionabile dovunque si abbia campo visivo. Gli abitanti dovranno quindi ripulire il portale, operazione molto lenta, per farne uscire la colossale unità mitica, indicata sulla minimappa da una grossa T gialla. Tutti i titani hanno un attacco speciale, che consiste nel colpire il suolo e scagliare lontano le unità circostanti, fatta eccezione per eroi ed altri titani, e godono di un bonus di danni contro qualunque unità e costruzione.

### Divinità
Le divinità atlantidee principali sono Gaia, Crono e Urano, e sono a loro volta suddivise nelle seguenti divinità minori:
- Età classica:
  - Leto
  - Oceano
  - Prometeo
- Età eroica:
  - Iperione
  - Rea
  - Thea
- Età mitica:
  - Atlante
  - Ecate
  - Elio